# クラウディア・ダ・シルバ
クラウディア・ブエノ・ダ・シルバ（Cláudia Bueno da Silva、1987年9月21日 - ）は、ブラジルの女子バレーボール選手。ポジションはセッター。ブラジル代表。

## 来歴

### クラブチーム
2004年、São Caetano Vôleiへ入団。2005/06、2007/08シーズンのブラジル・スーパーリーガで4位となった。2008/09シーズンは途中からプライア・クルーベへ加入し2年間プレーした。2010/11シーズンはミナスへ移籍し、2011/12シーズンのブラジル・スーパーリーガで4位となった。2013/14シーズンはVôlei Amil/Campinasでプレーし、ブラジル・スーパーリーガで4位、ブラジルカップで3位となった。2014/15シーズンはSesi São Pauloに移籍し、ブラジル・スーパーリーガで3位、世界クラブ選手権に出場し銅メダルを獲得した。2015/16シーズンは再びプライア・クルーベに移籍し、正セッターとして活躍しブラジル・スーパーリーガで優勝1回（2017/18シーズン）、準優勝1回（2015/16シーズン）、3位（2016/17シーズン）、ブラジルカップ準優勝2回の成績を残した。2018/19シーズンはオザスコでプレーし、ブラジル・スーパーリーガで3位となった。2019/20シーズンからは再びプライア・クルーベに加入し、翌年も同チームと契約し、ブラジル・スーパーリーガで準優勝した。2021年の南米クラブ選手権では優勝に貢献し自身もMVPに選ばれた。2022/23シーズンのブラジル・スーパーリーガでは5年ぶりの優勝に貢献した。

### 代表チーム
アンダーカテゴリーの代表として2004年、U-20南米選手権で金メダルを獲得。2011年、ブラジルナショナルチーム監督のギマラエスからの要請を受けてシニア代表に初選出され、同年6月のエリツィン大統領杯に出場した。2012年、パンアメリカンカップに出場し銀メダルした。2013年、シニア代表のセカンドセッターとしてワールドグランプリに出場し金メダルを獲得した。同年11月に日本で開催されたグラチャンで金メダルを獲得した。2018年、代表復帰しパンアメリカンカップに出場した。

## 受賞歴
- 2021年　南米クラブ選手権　MVP

## 所属クラブ
- São Caetano Vôlei（2004-2008年）
- プライア・クルーベ（2008-2010年）
- ジェルダウ・ミナス（2010-2013年）
- Vôlei Amil/Campinas（2013-2014年）
- Sesi São Paulo（2014-2015年）
- プライア・クルーベ（2015-2018年）
- オザスコ（2018-2019年）
- プライア・クルーベ（2019-）